# Жак Сантіні
Жак Сантіні (фр. Jacques Santini, нар. 25 квітня 1952, Дель) — французький футболіст, що грав на позиції півзахисника. По завершенні ігрової кар'єри — футбольний тренер.

## Клубна кар'єра
Жак Сантіні розпочав свою кар'єру в молодіжному складі аматорського клубу «Феш-ле-Шатель». У віці 17-ти років він перейшов у «Сент-Етьєн». За «зелених» Сантіні грав з 1969 по 1981 рік, за цей період він виграв із клубом за чотири чемпіонати Франції і два Кубка Франції, а також один раз був у фіналі цього турніру. У 1976 році «Сент-Етьєн» вийшов у фінал Кубка європейських чемпіонів, але там програв 0:1 мюнхенській «Баварії». Сам Сантіні став одним з невдах фіналу, вийшовши на останніх хвилинах один-на-один з воротарем «Баварії», він пробив з 5-ти метрів вище воріт · . 
У 1981 році Сантіні перейшов у «Монпельє» і провів там два сезони.
Завершив ігрову кар'єру у клубі «Лізьє», що був тоді аматорським, де протягом 1983—1985 років був граючим тренером.

## Кар'єра тренера
Після роботи за «Лізьє», Сантіні 1985 року очолив клуб першого французького дивізіону «Тулузу». У перший же сезон Сантіні в команді, клуб вийшов у Кубок УЄФА. А в другому зайняв третє місце в чемпіонаті Франції, а в Кубку УЄФА дійшов до 1/16 фіналу, де програв «Спартаку» з Москви. Сантіні пропрацював з «Тулузою» до 1989 року. Потім три роки Сантіні керував «Ліллем», де найвищим успіхом стало 6-е місце. 
У 1992 році Жак повернувся в «Сент-Етьєн», але хоча клуб і непогано грав на домашній арені, у гостях команда часто програвала, посівши 7-е місце. А вже в середині наступного сезону Сантіні був звільнений. 

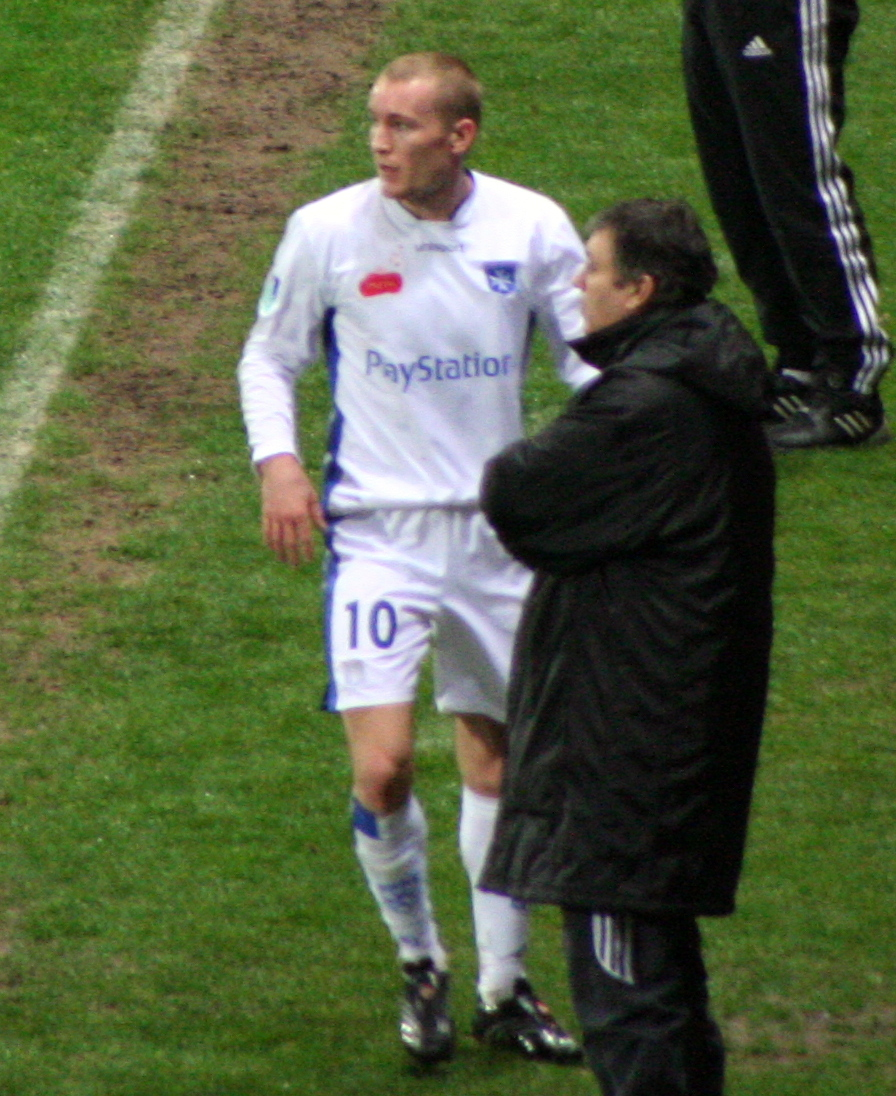
Жак Сантіні (праворуч) та Томас Каленберг під час роботи в «Осері». 25 березня 2006 року.

У грудні 1994 року Сантіні очолив «Сошо», що знаходиться на останньому місці чемпіонату Франції, прийнявши клуб за 13 турів до закінчення чемпіонату. Зберегти місце в Лізі 1 Сантіні не вдалося.
Після невдачі з «Сошо» Сантіні кілька років не займався тренерською діяльністю. Він два роки працював у складі технічного комітету збірної Франції, а потім 3 роки обіймав посаду технічного директора «Ліона», куди його запросив президент команди Жан-Мішель Ола. У 2000 році Сантіні став головним тренером «Ліона» і в перший же рік виграв із клубом Кубок ліги, а на наступний рік переміг з командою в чемпіонаті. У червні 2002 року контракт Сантіні закінчився, а тренер, який виграв чемпіонат, не вважав за потрібне просити про продовження. У результаті клуб вирішив запросити на пост тренера Поля Ле Гуена. Після закінчення сезону він був визнаний тренером року у Франції.
У серпні 2002 року Сантіні очолив збірну Франції. А через рік переміг з командою на Кубку конфедерацій і легко вивів національну команду на чемпіонат Європи 2004 році. За ці досягнення IFFHS назвала його кращим тренером року серед збірних команд. Після всіх цих успіхів Сантіні висловив бажання продовжити контракт зі збірною, проте Федерація футболу Франції захотіла розглядати продовження лише після закінчення європейської першості. Тоді Сантіні не став чекати рішення федерації та за кілька днів до початку Євро повідомив про те, що підписав контракт з англійським клубом «Тоттенгем Готспур». На самому чемпіонаті Європи французи виступили невдало, програвши в 1/4 фіналу збірній Греції. Загалом під його керівництвом Франція здобула 22 перемоги, 4 нічиї та 2 поразки.
Тренером «Тоттенгема» Сантіні пробув лише 5 місяців і 13 офіційних ігор, після чого поїхав з Англії, повідомивши, що розриває контракт з особистих обставин, проте ходили чутки, що відхід Сантіні був пов'язаний з його конфліктом зі спортивним директором клубу Франком Андерсеном. 
8 червня 2005 року Сантіні прийняв «Осер», але вже 17 травня 2006 року був звільнений після конфлікту з віце-президентом клубу Гі Ру. Після цього Сантіні був без роботи, відхиляючи пропозиції національних збірних Камеруну, Ірану і Тунісу, яку він відхилив через незгоду з датою вступу на посаду і через національність його помічника, якого Сантіні хотів бачити виключно французом. 23 червня 2008 року Сантіні пропонували очолити «Гарт оф Мідлотіан», але француз відмовився.
У 2010 році прийняв пропозицію «Ланса» стати помічником Жана-Гі Валлема, проте вже в січні наступного року, незабаром після звільнення Валлема, Сантіні також покинув клуб.
З січня 2013 року по літо 2014 року працював спортивним директором нижчолігового клубу «Париж».

## Титули і досягнення

### Як гравця
- Чемпіон Франції (5):

«Сент-Етьєн»: 1969–70, 1973–74, 1974–75, 1975–76, 1980–81
- Володар Кубка Франції (4):

«Сент-Етьєн»: 1969–70, 1973–74, 1974–75, 1976–77
- Володар Суперкубка Франції (1):

«Сент-Етьєн»: 1969

### Як тренера
- Володар Кубка французької ліги (1):

«Ліон»: 2000–01
- Чемпіон Франції (1):

«Ліон»: 2001–02
- Володар Кубка Конфедерацій (1):

Франція: 2003